# (3227) Hasegawa
(3227) Hasegawa est un astéroïde de la ceinture principale découvert le 24 février 1928 par l'astronome allemand Karl Wilhelm Reinmuth. Le lieu de découverte est Heidelberg (024). Sa désignation provisoire était 1928 DF.